# 湖北省荆门市龙泉中学
湖北省荆门市龙泉中学，简称龙泉中学，是位于湖北省荆门市的公立全日制普通高级中学。
现有65个教学班，学生3500余人，教职工290余人，其中全国优秀教师2名，特级教师16名。校园面积250余亩，建筑面积106836平方米。是1986年湖北省首批26所重点中学之一，并于2000年成为湖北省示范高中之一。
其前身龙泉书院始建于1754年，是湖北最早的“三大书院”之一，1904年改办荆门州简易师范学堂。

## 位置与交通

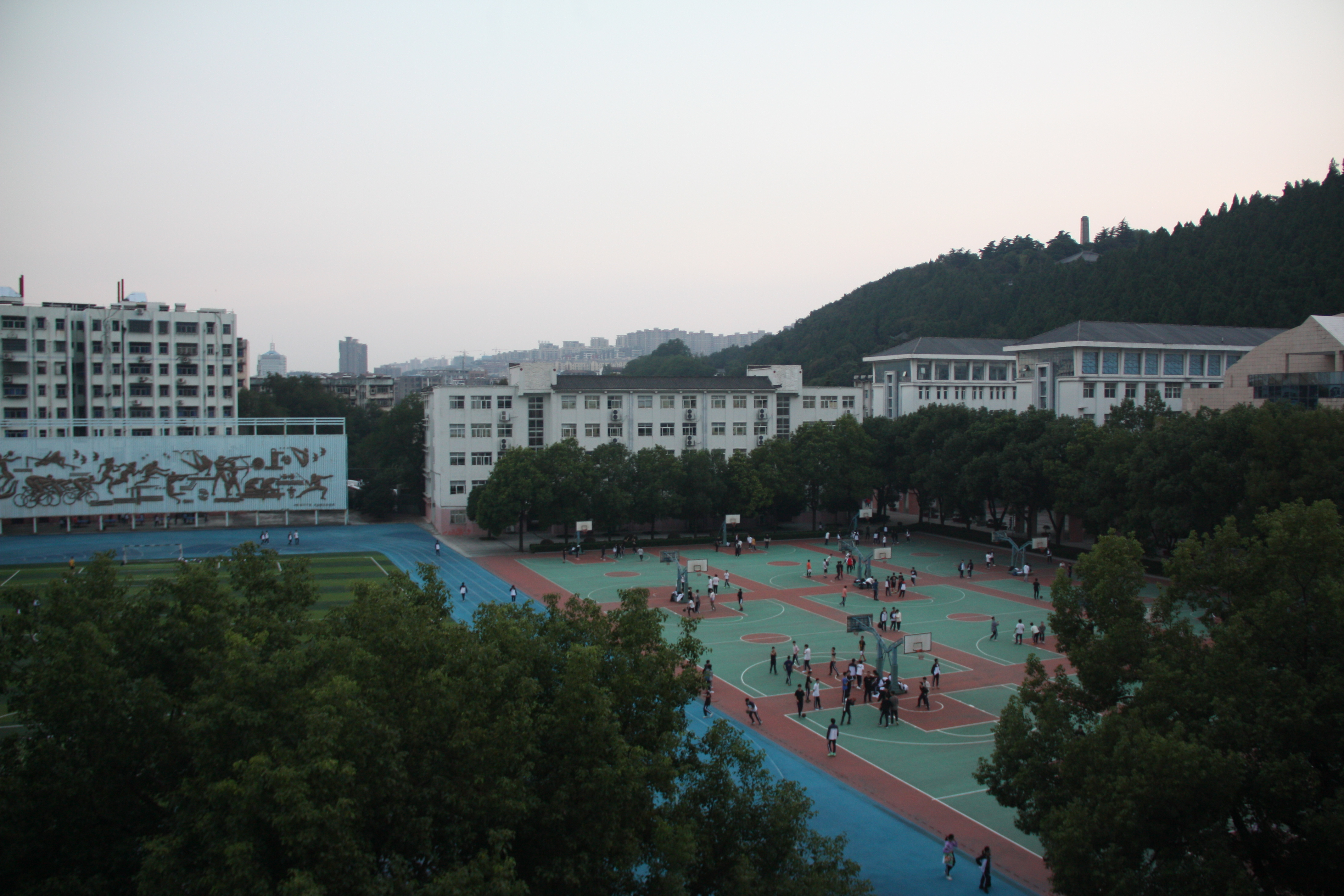
荆门市龙泉中学校园环境

荆门市龙泉中学位于湖北省荆门市东宝区海慧路38号。2016年英国剑桥国际考试委员会正式授权龙泉中学，成立荆门剑桥国际学校，位于龙泉中学本部校园内。龙泉中学位于掇刀区双喜大道的南校于2017年建成，次年作为新校区供高一新生使用。
本部公交途经线路为4路、5路、11路、18路、21路、28路、36路、86路和91路，停靠站点“龙泉中学”。南校公交途径线路13路（延长线），停靠站点“龙泉中学南校”。

## 历史沿革

### 龙泉书院时期
1754年，龙泉中学的前身——龙泉书院成立。为清时荆门知州舒成龙集资的书塾。

### 清末和民国时期
1904年，受洋务运动影响，改制为荆门州简易师范学堂。1907年，改制为荆门州立中学堂。1911年，改制为荆门州立中学学校。1912年，更名为湖北省立龙泉中学。1923年，更名为湖北省立湖北省立第十四中学，1926年因抗日战争爆发而停办，1930年复校。1935年，学制变更，改制为湖北省立荆门初级中学。1938年，迁往鄂西来凤县并入湖北省立联合中学来凤初中学校。1943年秋，荆门县政府又另在城北罗家冲成立荆门县立初级中学，抗战胜利后迁回原址。

### 中华人民共和国时期
1949年，中华人民共和国建立后改为荆门县初级中学。1958年，学校增设高中部，办为完全中学。1959年，改为湖北省荆门龙泉中学。文化大革命期间，改称荆门红卫中学。1976年恢复湖北省荆门龙泉中学。1984年更名湖北省荆门市龙泉中学。

## 办学成果

### 知名校友
陈士榘、邓家泰、李可梅、王俊入、陈雨苍、高盛德、宋軼等。